# Attilio Begey
Attilio Begey (ur. 4 stycznia 1843 w Bormio, zm. 25 października 1928 w Turynie) – włoski polonofil.
Interesował się poglądami Andrzeja Towiańskiego, napisał komentarz do wydania jego Pism. W roku 1879 wspierał organizowanie Akademii im. Adama Mickiewicza w Bolonii. Jako tłumacz współpracował m.in. z Cristiną Agosti-Garosci. W 1915 założył Turyński Komitet Pro Polonia. Po latach po zakończeniu I wojny światowej mianowano go konsulem honorowym Polski.
W 1930 roku w Turynie (przy uniwersytecie) powstał Instytut Kultury Polskiej jego imienia.
Polonistyką zainteresował także swoją najbliższą rodzinę, zwłaszcza córkę Marię Bersano Begey i wnuczkę Marinę Bersano Begey (z kulturą polską związani byli także druga córka Rosina Begey i zięć prof. Arturo Bersano).